# Benito Stefanelli
Pour les articles homonymes, voir Stefanelli.
Benito Stefanelli, né le 2 septembre 1928 à Rome et mort en décembre 1999, est un acteur, cascadeur et maître d'armes italien.

## Filmographie
- 1959 : La sceriffa de Roberto Bianchi Montero : Fulton
- 1960 : La Terreur du masque rouge
- 1960 : Messaline
- 1961 : Le Dernier des Vikings
- 1961 : Les Conquérants de la vallée sauvage
- 1961 : Capitani di ventura
- 1962 : Le Fils de Spartacus : Esclave
- 1962 : Les Conquérants héroïques : Niso
- 1963 : Zorro et les Trois Mousquetaires (Zorro e i tre moschettieri) de Luigi Capuano
- 1963 : Rocambole contre services secrets : Fritz
- 1964 : L'ultima carica de Leopoldo Savona
- 1964 : Massacre au Grand Canyon
- 1964 : D'Artagnan contro i tre moschettieri
- 1964 : La vendetta dei gladiatori
- 1965 : Et pour quelques dollars de plus : Luke
- 1965 : Le Dollar troué (Un dollaro bucato) de Giorgio Ferroni
- 1966 : New York appelle Superdragon
- 1966 : Du rififi à Paname
- 1966 : Cent mille dollars pour Lassiter
- 1966 : Le Bon, la Brute et le Truand : Membre du gang des Angel Eyes
- 1966 : Mission secrète pour Lemmy Logan de Giorgio Stegani : Dwan, homme de main
- 1967 : Les Cruels (I crudeli) : Slim le parieur
- 1967 : Le Recherche : Billy Baker
- 1967 : Gentleman Killer : Larry
- 1967 : Le Dernier Jour de la colère : Owen White
- 1968 : Deux Pistolets pour un lâche (Il pistolero segnato da Dio) de Giorgio Ferroni
- 1968 : Ciel de plomb : homme de main de Pratt
- 1968 : Dieu ne paie pas le samedi
- 1969 : Texas : shérif Jefferson
- 1969 : La notte dei serpenti
- 1971 : Er più: storia d'amore e di coltello
- 1971 : Viva Django : Ibanez
- 1971 : On continue à l'appeler Trinita : Stingary Smith
- 1971 : Il était une fois la révolution
- 1972 : La Peur au ventre (Rivelazioni di un maniaco sessuale al capo della squadra mobile) de Roberto Bianchi Montero : le mari de Lilly
- 1972 : La Horde des salopards : Piggott
- 1973 : Les Amazones, filles pour l'amour et pour la guerre : Erno
- 1973 : Mon nom est Personne : Porteley
- 1973 : Les Amazones (Le guerriere dal seno nudo) de Terence Young : Commander
- 1974 : Buck le Loup (Zanna Bianca alla riscossa) : Jackson
- 1975 : Un génie, deux associés, une cloche : Mortimer
- 1976 : Flics en jeans : Shelley's Henchman
- 1976 : Squadra antifurto : Gorniani - attorney-at-law
- 1976 : MKS... 118 (Poliziotti violenti) de Michele Massimo Tarantini
- 1977 : El macho (en) : shérif
- 1978 : Le Pot de vin
- 1980 : L’Incroyable Homme puma : Rankin - Kobras' Lieutenant
- 1983 : Ironmaster, la guerre du fer : Iksay
- 1987 : Les Barbarians : Greyshaft
- 1987 : Cobra Verde : Pedro Vicente
- 1988 : Transformations : Vapes
- 1991 : Le Puits et le Pendule (vidéo)